# 土屋純一
1. 日本の建築家。本項で述べる。
2. TBSテレビでかつてテレビ番組制作を担当していた、元ディレクター・元プロデューサー。ザ・ベストテンADを経て、ディレクターやプロデューサーとして噂的達人や女と男 聞けば聞くほど…などを手がけた。

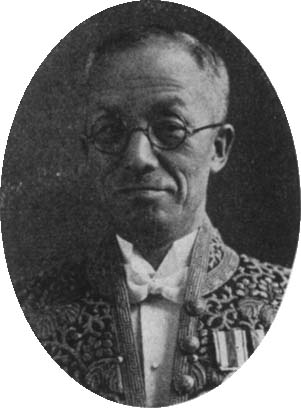
土屋純一

土屋 純一（つちや じゅんいち、1875年 - 1946年）は、建築史家。

## 経歴
- 1900年 - 東京帝国大学建築学科卒。
  - 名古屋高等工業学校教授、同校校長（1933年 - 1939年）、退官後同名誉教授。
  - 大同工業学校（現・大同大学）理事（1939年）

## 主な業績
- 東大寺大仏殿明治修理
- 安土城天主復元案

## 著書
- 「鎌倉室町両時代多宝塔の格好」